# Miss Francia
Miss Francia (Miss France) è un concorso di bellezza femminile che si tiene annualmente in Francia. I diritti sul trademark del marchio Miss France sono stati ottenuti nel 2002 dalla compagnia di produzione televisiva olandese Endemol, tramite la sua sussidiaria Miss France SAS, il cui direttore generale è Sylvie Tellier, Miss Francia 2002. La Endemol possiede anche i diritti per i concorsi Miss Mondo e Miss Universo. I concorsi regionali e locali da cui vengono selezionate le partecipanti per Miss France invece sono organizzati dal Comité Miss France, il cui presidente è Geneviève de Fontenay.
Il concorso è tenuto ogni anno nel mese di dicembre, e la vincitrice viene incoronata per l'anno che comincia il gennaio successivo. Per esempio, Miss Francia 2010, Malika Ménard, è stata scelta il 5 dicembre 2009. Il suo premio comprendeva un'automobile, l'utilizzo di un appartamento parigino per un anno, ed un salario mensile di 4000 euro.

## Albo d'oro
| Anno | Nome                                          | Note                                                                                  |
| ---- | --------------------------------------------- | ------------------------------------------------------------------------------------- |
| 2020 | Clémence Botino                               |                                                                                       |
| 2019 | Vaimalama Chaves                              |                                                                                       |

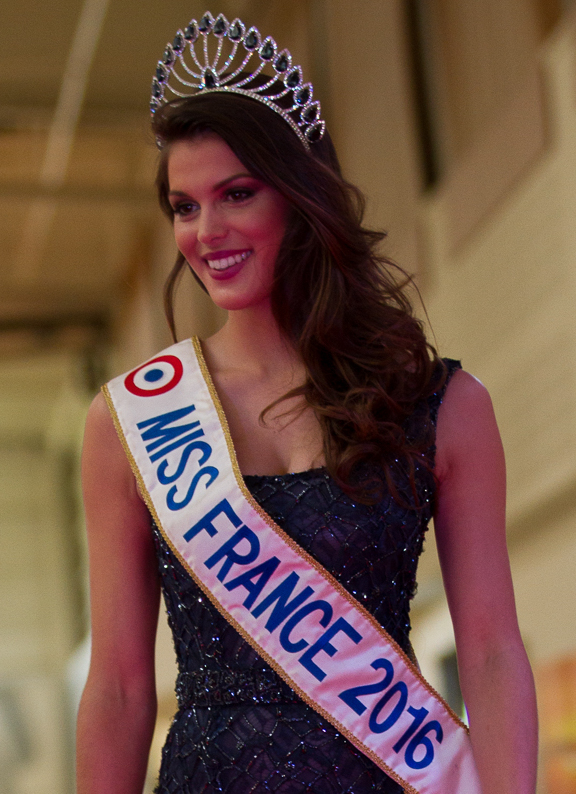
Iris Mittenaere, Miss Francia 2016 e Miss Universo 2016.

| 2018 | Maëva Coucke                                  | Semifinalista a Miss Mondo 2019 (Top 12). Semifinalista a Miss Universo 2019 (Top 10) |
| 2017 | Alicia Aylies                                 |                                                                                       |
| 2016 | Iris Mittenaere                               | Miss Universo 2016                                                                    |
| 2015 | Camille Cerf                                  | Semifinalista a Miss Universo 2014 (Top 15)                                           |
| 2014 | Flora Coquerel                                | Semifinalista a Miss Universo 2015 (Top 5)                                            |
| 2013 | Marine Lorphelin                              | 2ª classificata a Miss Mondo 2013                                                     |
| 2012 | Delphine Wespiser                             |                                                                                       |
| 2011 | Laury Thilleman                               | Semifinalista a Miss Universo 2011 (Top 10)                                           |
| 2010 | Malika Ménard                                 | Semifinalista a Miss Universo 2010 (Top 15)                                           |
| 2009 | Chloé Mortaud                                 | Semifinalista a Miss Universo 2009 (Top 10). Finalista a Miss Mondo 2009 (Top 7)      |
| 2008 | Valérie Bègue                                 | Laura Tanguy, rappresentante della Francia a Miss Mondo 2008 e a Miss Universo 2008   |
| 2007 | Rachel Legrain-Trapani                        |                                                                                       |
| 2006 | Alexandra Rosenfeld                           | Miss Europa 2006                                                                      |
| 2005 | Cindy Fabre                                   |                                                                                       |
| 2004 | Lætitia Bléger                                |                                                                                       |
| 2003 | Corinne Coman                                 |                                                                                       |
| 2002 | Sylvie Tellier                                |                                                                                       |
| 2001 | Élodie Gossuin                                | Miss Europa 2001. Semifinalista a Miss Universo 2001 (Top 10)                         |
| 2000 | Sonia Rolland                                 | Semifinalista a Miss Universo 2000 (Top 10)                                           |
| 1999 | Mareva Galanter                               |                                                                                       |
| 1998 | Sophie Thalmann                               |                                                                                       |
| 1997 | Patricia Spehar                               |                                                                                       |
| 1996 | Laure Belleville                              |                                                                                       |
| 1995 | Mélody Vilbert                                |                                                                                       |
| 1994 | Valérie Claisse                               |                                                                                       |
| 1993 | Véronique de la Cruz                          |                                                                                       |
| 1992 | Linda Hardy                                   |                                                                                       |
| 1991 | Mareva Georges                                | Semifinalista a Miss Universo 1991 (Top 10)                                           |
| 1990 | Gaëlle Voiry                                  |                                                                                       |
| 1989 | Peggy Zlotkowski                              |                                                                                       |
| 1988 | Sylvie Bertin                                 |                                                                                       |
| 1987 | Nathalie Marquay                              |                                                                                       |
| 1986 | Valérie Pascal                                |                                                                                       |
| 1985 | Suzanne Iskandar                              |                                                                                       |
| 1984 | Martine Robine                                |                                                                                       |
| 1983 | Isabelle Turpault/Frédérique Leroy            |                                                                                       |
| 1982 | Sabrina Belleval                              |                                                                                       |
| 1981 | Isabelle Benard                               |                                                                                       |
| 1980 | Thilda Fuller/Patricia Barzyk                 |                                                                                       |
| 1979 | Sylvie Parera                                 |                                                                                       |
| 1978 | Pascale Taurua/Brigitte Konjovic              |                                                                                       |
| 1977 | Véronique Fagot                               |                                                                                       |
| 1976 | Monique Uldaric                               |                                                                                       |
| 1975 | Sophie Perin                                  |                                                                                       |
| 1974 | Edna Tepava                                   |                                                                                       |
| 1973 | Isabelle Krumacker                            |                                                                                       |
| 1972 | Chantal Bouvier de Lamotte/Claudine Cassereau |                                                                                       |
| 1971 | Myriam Stocco                                 | Semifinalista a Miss Universo 1971 (Top 12)                                           |
| 1970 | Michelle Beaurain                             |                                                                                       |
| 1969 | Suzanne Angly                                 |                                                                                       |
| 1968 | Christiane Lillio                             |                                                                                       |
| 1967 | Jeanne Beck                                   |                                                                                       |
| 1966 | Michèle Boule/Monique Boucher                 |                                                                                       |
| 1965 | Christiane Sibellin                           |                                                                                       |
| 1964 | Jacqueline Gayraud                            |                                                                                       |
| 1963 | Muguette Fabris                               |                                                                                       |
| 1962 | Monique Lemaire                               |                                                                                       |
| 1961 | Luce Auger/Michèle Wargnier                   |                                                                                       |
| 1960 | Brigitte Barazer de Lannurien                 |                                                                                       |
| 1959 | Monique Chiron                                |                                                                                       |
| 1958 | Monique Negler                                |                                                                                       |
| 1957 | Sylvie-Rosine Numez                           |                                                                                       |
| 1956 | Gisèle Charbit                                |                                                                                       |
| 1955 | Véronique Zuber                               |                                                                                       |
| 1954 | Irène Tunc                                    |                                                                                       |
| 1953 | Sylviane Carpentier                           |                                                                                       |
| 1952 | Josiane Pouy                                  |                                                                                       |
| 1951 | Nicole Drouin                                 |                                                                                       |
| 1950 | Maryse Delort                                 |                                                                                       |
| 1949 | Juliette Figueras                             | Miss Europa 1949                                                                      |
| 1948 | Jacqueline Donny                              | Miss Europa 1948                                                                      |
| 1947 | Yvonne Viseux                                 |                                                                                       |
| 1940 | Joséphine Ladwig                              |                                                                                       |
| 1939 | Ginette Catriens                              |                                                                                       |
| 1938 | Annie Garrigues                               |                                                                                       |
| 1937 | Jacqueline Janet                              |                                                                                       |
| 1936 | Lynne Lassal                                  |                                                                                       |
| 1935 | Elisabeth Pitz/Gisèle Préville                |                                                                                       |
| 1934 | Simone Barillier                              |                                                                                       |
| 1933 | Lyne de Souza                                 |                                                                                       |
| 1932 | Lucienne Nahmias                              |                                                                                       |
| 1931 | Jeanne Juilla                                 | Miss Europa 1931                                                                      |
| 1930 | Yvette Labrousse                              |                                                                                       |
| 1929 | Madeleine Mourgues                            |                                                                                       |
| 1928 | Germaine Laborde                              |                                                                                       |
| 1927 | Raymonde Allain                               |                                                                                       |
| 1926 | Roberte Cusey                                 |                                                                                       |
| 1921 | Pauline Pô                                    |                                                                                       |
| 1920 | Agnès Souret                                  |                                                                                       |

## Rappresentanti a concorsi internazionali
Miss Francia
     Miss Francia 2ª classificata
     Miss Francia 3ª classificata
     Miss Francia 4ª classificata
     Miss Francia 5ª classificata
     Miss Francia Miss Francia d'oltre marer
     Miss Francia Semi-Finalista
| Anno | Miss Francia                  | Miss Universo Francia           | Miss Mondo Francia                                     | Miss International Francia                            | Miss Terra Francia                   |
| 1951 | Nicole Drouin                 | N/A                             | Jacqueline Lemoine                                     | N/A                                                   | N/A                                  |
| 1952 | Josiane Pouy                  | Claude Godart                   | Nicole Drouin (5ª classificata)                        | N/A                                                   | N/A                                  |
| 1953 | Sylviane Carpentier           | Christiane Martel (Vincitrice)  | Denise Perrier (Vincitrice)                            | N/A                                                   | N/A                                  |
| 1954 | Irène Tunc                    | Jacqueline Beer (Top 16)        | Claudine Bleuse (4ª classificata)                      | N/A                                                   | N/A                                  |
| 1955 | Véronique Zuber               | Claudie Petit                   | Gisele Thierry (6ª classificata)                       | N/A                                                   | N/A                                  |
| 1956 | Maryse Fabre                  | Anita Treyens (Top 15)          | Genevieve Solare                                       | N/A                                                   | N/A                                  |
| 1957 | Sylvie-Rosine Numez           | Lisa Simon                      | Claude Inès Navarro (6ª classificata)                  | N/A                                                   | N/A                                  |
| 1958 | Monique Negler                | Monique Boulinguez              | Claudine Auger (2ª classificata)                       | N/A                                                   | N/A                                  |
| 1959 | Monique Chiron                | Françoise St-Laurent (Top 15)   | Marie Hélène Trové                                     | N/A                                                   | N/A                                  |
| 1960 | Brigitte Barazer de Lannurien | Florence Eyrie                  | Diane Medina (Top 15)                                  | Suzanne Degrémont                                     | N/A                                  |
| 1961 | Luce Auger                    | Simone Darot (Top 15)           | Michèle Wargnier (4ª classificata)                     | Brigitte Barazer de Lannurien                         | N/A                                  |
| 1962 | Monique Lemaire               | Sabine Surget                   | Monique Lemaire (3ª classificata)                      | N/A                                                   | N/A                                  |
| 1963 | Muguette Fabris               | Monique Lemaire (Top 15)        | Muguette Fabris (7ª classificata)                      | Marie-Josée LeCocq                                    | N/A                                  |
| 1964 | Jacqueline Gayraud            | Edith Noël (Top 10)             | Jacqueline Gayraud (Top 16)                            | Brigitte Pradel                                       | N/A                                  |
| 1965 | Christiane Sibellin           | Marie-Thérèse Tullio            | Christiane Sibellin (Top 16)                           | Marie-Perron                                          | N/A                                  |
| 1966 | Michèle Boulé                 | Michèle Boulé                   | Michèle Boulé (Top 15)                                 | Not held                                              | N/A                                  |
| 1967 | Jeanne Beck                   | Anne Vernier                    | Carole Noe (Top 15)                                    | Martine Grateau                                       | N/A                                  |
| 1968 | Christiane Lillio             | Elizabeth Cadren (Top 15)       | Nelly Gallerne (Top 15)                                | Nelly Gallerne (Top 15)                               | N/A                                  |
| 1969 | Suzanne Angly                 | Agathe Cognet                   | Suzanne Angly (Top 15)                                 | Sophie Yallant                                        | N/A                                  |
| 1970 | Michelle Beaurain             | Françoise Durand-Behot          | Michelle Beaurain                                      | Dominique Pasquier                                    | N/A                                  |
| 1971 | Myriam Stocco                 | Myriam Stocco (6ª classificata) | Myriam Stocco (7ª classificata)                        | Laurence Vallée                                       | N/A                                  |
| 1972 | Claudine Cassereau            | Claudine Cassereau              | Claudine Cassereau                                     | Suzanne Angly (Top 15)                                | N/A                                  |
| 1973 | Isabelle Nadia Krumacker      | Isabelle Nadia Krumacker        | Isabelle Nadia Krumacker                               | Christine Schmidth (Top 15)                           | N/A                                  |
| 1974 | Edna Tepava                   | Brigitte Marie Flayac           | Edna Tepava                                            | Josiane Bouffeni                                      | N/A                                  |
| 1975 | Sophie Perin                  | Sophie Perin                    | Sophie Perin                                           | Isabelle Nadia Krumacker (Top 15) (Miss Photogenic)   | N/A                                  |
| 1976 | Monique Uldaric               | Monique Uldaric                 | Monique Uldaric                                        | Sophie Perin (Vincitrice)                             | N/A                                  |
| 1977 | Véronique Fagot               | Véronique Fagot                 | Véronique Fagot (Top 15)                               | Catherine Pouchele                                    | N/A                                  |
| 1978 | Brigitte Konjovic             | Brigitte Konjovic               | Kelly Hoarau                                           | Véronique Fagot                                       | N/A                                  |
| 1979 | Sylvie Hélène Marie Parera    | Sylvie Hélène Marie Parera      | Sylvie Hélène Marie Parera                             | Martine Juliette David                                | N/A                                  |
| 1980 | Patricia Barzyk               | Brigitte Choquet                | Patricia Barzyk (2ª classificata)                      | Sylvie Hélène Marie Parera (Top 10) (Miss Photogenic) | N/A                                  |
| 1981 | Isabelle Sophie Benárd        | Isabelle Sophie Benárd          | Isabelle Sophie Benárd                                 | Beatriz Peyet                                         | N/A                                  |
| 1982 | Sabrina Belleval              | Martine Marie Philipps          | Martine Marie Philipps                                 | Isabelle Rochard                                      | N/A                                  |
| 1983 | Frederique Marcelle Leroy     | Frederique Marcelle Leroy       | Frederique Marcelle Leroy                              | Valérie Guenveur                                      | N/A                                  |
| 1984 | Martine Robine                | Martine Robine                  | Martine Robine                                         | Corinne Terrason                                      | N/A                                  |
| 1985 | Suzanne Iskandar              | Suzanne Iskandar                | Nathalie Jones (Nuova Caledonia)                       | Nathalie Jones (Nuova Caledonia)                      | N/A                                  |
| 1986 | Valérie Pascale               | Catherine Carew (Guadalupa)     | Catherine Carew (Guadalupa)                            | Cathy Billaudeau                                      | N/A                                  |
| 1987 | Nathalie Marquay              | Nathalie Marquay                | Nathalie Marquay (7ª classificata)                     | Joelle Annik Ramyhed                                  | N/A                                  |
| 1988 | Sylvie Bertin                 | Claudia Frittolini              | Claudia Frittolini                                     | Nathalie Marquay (Top 10)                             | N/A                                  |
| 1989 | Stephanie (Peggy) Zlotkowski  | Pascale Meotti                  | Stephanie (Peggy) Zlotkowski                           | Dorothée Lambert                                      | N/A                                  |
| 1990 | Gaëlle Voiry                  | Gaëlle Voiry                    | Gaëlle Voiry                                           | Celine Marteau                                        | N/A                                  |
| 1991 | Maréva Georges                | Maréva Georges (Top 10)         | Maréva Georges (Top 10)                                | Catherine Clarysse (2ª classificata)                  | N/A                                  |
| 1992 | Linda Hardy                   | Linda Hardy                     | Linda Hardy                                            | Benedicte Marie Delmas                                | N/A                                  |
| 1993 | Véronique de la Cruz          | Véronique de la Cruz            | Véronique de la Cruz (7ª classificata)                 | Marie-Ange Noelle Contart                             | N/A                                  |
| 1994 | Valérie Claisse               | Valérie Claisse                 | Radiah Latidine                                        | Nathalie Pereira                                      | N/A                                  |
| 1995 | Mélody Vilbert                | Corinne Lauret                  | Hélène Lantoine                                        | Mélody Vilbert (Top 10)                               | N/A                                  |
| 1996 | Laure Belleville              | Laure Belleville                | Séverine Deroualle                                     | Nancy Cornelia Delettrez                              | N/A                                  |
| 1997 | Patricia Spehar               | Patricia Spehar                 | Laure Belleville                                       | Marie Pauline Borg (3ª classificata)                  | N/A                                  |
| 1998 | Sophie Thalmann               | Sophie Thalmann                 | Véronique Caloc (2ª classificata)                      | Patricia Spehar (Top 10)                              | N/A                                  |
| 1999 | Maréva Galanter               | Maréva Galanter                 | Sandra Bretones                                        | Céline Cheuva                                         | N/A                                  |
| 2000 | Sonia Rolland                 | Sonia Rolland (Top 10)          | Karine Meier                                           | Tatiana Michèle Bouguer                               | N/A                                  |
| 2001 | Élodie Gossuin                | Élodie Gossuin (Top 10)         | Emmanuelle Chossat                                     | Nawal Benhlal                                         | N/A                                  |
| 2002 | Sylvie Tellier                | Sylvie Tellier                  | Caroline Chamorand                                     | Emmanuelle Jogadinsinski (2ª classificata)            | N/A                                  |
| 2003 | Corinne Coman                 | Emmanuelle Chossat              | Virginie Dubois                                        | Elodie Couffin                                        | Jennifer Pichard (Best Swimsuit)     |
| 2004 | Lætitia Bléger                | Lætitia Bléger                  | Lætitia Marciniak                                      | Lucie Degletagne                                      | Audrey Nogues                        |
| 2005 | Cindy Fabre                   | Cindy Fabre                     | Cindy Fabre                                            | Cynthia Tevere (Top 10)                               | Alexandra Uhan                       |
| 2006 | Alexandra Rosenfeld           | Alexandra Rosenfeld             | Laura Fasquel                                          | Marie-Charlotte Meré                                  | Anne Charlotte Triplet (Top 16)      |
| 2007 | Rachel Legrain-Trapani        | Rachel Legrain-Trapani          | Rachel Legrain-Trapani                                 | Sophie Vouzelaud                                      | Alexandra Gaguen                     |
| 2008 | Valérie Bègue                 | Laura Tanguy                    | Laura Tanguy                                           | Vicky Michaud                                         | Charlotte Lagauzere                  |
| 2009 | Chloé Mortaud                 | Chloé Mortaud (Top 10)          | Chloé Mortaud (4ª classificata)                        | Mathilde Muller                                       | Magalie Audrey Thierry (Top 16)      |
| 2010 | Malika Ménard                 | Malika Ménard (Top 15)          | Virginie Dechenaud (Top 25)                            | Florima Treiber (Top 10)                              | Fanny Samantha Vauzanges             |
| 2011 | Laury Thilleman               | Laury Thilleman (Top 10)        | Clémence Oleksy                                        | Laura Maurey                                          | Mathilde Florin                      |
| 2012 | Delphine Wespiser             | Marie Payet (Top 10)            | Delphine Wespiser                                      | Marion Amelineau                                      | N/A                                  |
| 2013 | Marine Lorphelin              | Hinarani de Longeaux            | Marine Lorphelin (2ª classificata) (Miss Mondo Europa) | N/A                                                   | Sophie Garenaux (Top 16)             |
| 2014 | Flora Coquerel                | Camille Cerf (Top 15)           | Flora Coquerel                                         | Aurianne Sinacola (Best Body)                         | Laëtizia Penmellen (Miss Photogenic) |
| 2015 | Camille Cerf                  | Flora Coquerel (Top 5)          | Hinarere Taputu (Top 11)                               | Charlotte Pirroni                                     | Alyssa Wurtz (Top 16)                |
| 2016 | Iris Mittenaere               | Iris Mittenaere (Vincitrice)    | Morgane Edvige (Top 20)                                | Khaoula Najine                                        | N/A                                  |
| 2017 | Alicia Aylies                 | Alicia Aylies                   | Aurore Kichenin (Top 5)                                | Vaea Ferrand                                          | Mélissa Strugen                      |
| 2018 | Maëva Coucke                  | Eva Colas                       | Maëva Coucke (Top 5)                                   | Mélanie Labat                                         | Allison Dernard                      |